# انقلاب کمونیستی
انقلاب کمونیستی (فرانسوی: Révolution communiste‎) یک انقلاب پرولتری است که از ایده‌های مارکسیسم الهام گرفته شده و هدف آن جایگزینی کمونیسم با سرمایه‌داری است. بسته به نوع حکومت، اصطلاح سوسیالیسم را می‌توان برای نشان دادن مرحله میانی بین سرمایه‌داری و کمونیسم (به‌ویژه در دیدگاه‌های مارکسیستی-لنینیستی) به‌کار برد. این ایده که به یک انقلاب پرولتری نیاز است، سنگ بنای مارکسیسم است. مارکسیست‌ها معتقدند که «کارگران جهان باید متحد شوند و خود را از ستم سرمایه‌داری رها سازند» تا جهانی توسط طبقه کارگر و برای آن اداره شود؛ بنابراین، در دیدگاه مارکسیستی، انقلاب‌های پرولتری باید در کشورهای سراسر جهان اتفاق بیفتد.

## تئوری
لنینیسم استدلال می‌کند که یک انقلاب کمونیستی باید توسط پیشاهنگی از «انقلابیون حرفه‌ای» رهبری شود. یعنی مردان و زنانی که کاملاً وقف آرمان کمونیستی هستند و می‌توانند هسته جنبش انقلابی را تشکیل دهند. برخی مارکسیست‌ها، به‌ویژه کمونیست‌های چپ، با ایده پیشاهنگی که لنین مطرح گرده‌بود، مخالفند. برخی که همچنان خود را مارکسیست-لنینیست می‌دانند؛ همچنین با وجود مخالفت با اکثریت کمونیسم چپ، با پیشتازان مخالفت می‌کنند. این منتقدان اصرار دارند که کل طبقه کارگر - یا حداقل بخش بزرگی از آن - باید عمیقاً درگیر و به همان اندازه به آرمان سوسیالیستی یا کمونیستی متعهد باشد تا انقلاب پرولتری موفق شود. برای این منظور، آنها به دنبال ایجاد احزاب کمونیستی عظیم با اعضای بسیار زیاد هستند.

## انقلاب‌های کمونیستی در طول تاریخ
در زیر فهرستی از انقلاب‌های کمونیستی موفق و ناموفق در طول تاریخ آمده‌است. در میان انقلاب‌های کمتر شناخته شده، تعدادی از موارد مرزی گنجانده شده‌است که ممکن است انقلاب‌های کمونیستی بوده یا نباشند. ماهیت انقلاب‌های ناموفق به ویژه بحث‌برانگیز است، زیرا تنها می‌توان در مورد انواع سیاست‌هایی که انقلابیون در صورت دستیابی به پیروزی اجرا می‌کردند، حدس و گمان زد.
- انقلاب کمونیستی ۱۹۱۷ در جمهوری روسیه، معروف به انقلاب اکتبر و بخشی از انقلاب روسیه. نتیجه آن پیروزی بلشویک‌ها و ایجاد روسیه شوروی، و اتحاد جماهیر شوروی بود.
- شورش کارگری کانادا مجموعه‌ای از اعتصابات، شورش‌ها و درگیری‌های کارگری بود که عمدتاً توسط اتحادیه بزرگ (OBU) سازماندهی شد که از سال ۱۹۱۷ تا ۱۹۲۵ رخ داد اما با شکست پایان یافت.
- شوراهای ایرلند ۱۹۱۹–۱۹۲۲، در طول دوره انقلابی جنگ استقلال ایرلند و جنگ داخلی ایرلند اعلام کردند که در پایان سال ۱۹۲۲ توسط نیروهای دولت آزاد ایرلند شکست خوردند.
- ایجاد جمهوری شوروی کوتاه مدت باواریا در سال ۱۹۱۹، که در عرض یک ماه توسط ارتش آلمان و فرای‌کور شکست خورد.
- انقلاب مغولستان در سال ۱۹۲۱ به رهبری حزب انقلابی خلق مغولستان، که دولت دست نشانده مغولستان جمهوری چین و گارد سفید تحت رهبری بارون اونگرن را با کمک ارتش سرخ روسیه شکست داد.
- قیام ضد فاشیستی و سوسیالیستی جمهوری لابین در لابین امروزی، کرواسی، که نیروهای فاشیست موسولینی را بیرون راند و یک جامعه سوسیالیستی را در شهر و شهرهای اطراف آن به مدت تقریباً یک ماه تأسیس کرد.
- قیام دهقانان سالوادور در سال ۱۹۳۲، معروف به لا ماتانزا (کشتار)، پیپیل و شورش دهقانان به رهبری فارابوندو مارتی.
- جنگ آزادیبخش خلق در یوگسلاوی توسط پارتیزانهای یوگسلاوی به فرماندهی جوسیپ بروز تیتو با حمایت متفقین علیه نیروهای مهاجم آلمان نازی و سلطنت طلبان یوگسلاوی معروف به چتنیک‌ها به راه افتاد. پارتیزان‌های پیروز جمهوری سوسیالیستی فدرال یوگسلاوی را تأسیس کردند.
- انقلاب اوت ۱۹۴۵ جمهوری دموکراتیک ویتنام را ایجاد کرد.
- اعلام جمهوری دموکراتیک خلق کره در سال ۱۹۴۸، زمانی که حزب کارگران کره مورد حمایت شوروی، به رهبری کیم ایل سونگ، تشکیل کشور جمهوری دموکراتیک خلق کره را اعلام کرد. با این حال، از سال ۱۹۹۲، این کشور دیگر مارکسیسم-لنینیسم را نمایندگی نمی‌کند؛ و از سال ۲۰۰۹ دیگر یک دولت کمونیستی نیست.
- انقلاب کوبا در سال ۱۹۵۹ یک انقلاب ملی گرایانه به رهبری فیدل کاسترو و چه گوارا بود که رئیس‌جمهور سابق فولخنسیو باتیستا را سرنگون کرد و بعداً یک رژیم سوسیالیستی مارکسیستی-لنینیستی را در کوبا برقرار کرد. حتی با وجود اینکه باتیستا برای اولین دوره خود انتخاب شده بود، برای دور دوم خود از طریق کودتا به قدرت رسید.
- Les Trois Glorieuses در سال ۱۹۶۳ در کنگو-برازاویل، یک کودتای موفقیت‌آمیز به رهبری Confédération générale aéfienne du travail و Union de la jeunesse congolaise علیه فولبر یولو ، جمهوری خلق کنگو را تأسیس کرد.
- حمایت حزب کمونیست اندونزی از رئیس‌جمهور سوکارنو، که زمانی پایان یافت که ژنرال سوهارتو اندونزیایی رئیس‌جمهور سوکارنو را از قدرت برکنار کرد و موجی از کشتار جمعی را علیه کمونیست‌های واقعی یا ادعایی به راه انداخت.[۱]
- اولین جنگ هندوچین که منجر به شکست فرانسوی‌ها در نبرد دین بین فو در سال ۱۹۵۴ شد و حزب کمونیست ویتنام را به رهبری هوشی مین در ویتنام شمالی به قدرت رساند. یک پیروزی که به دنبال آن جنگ چریکی طولانی و تحت سلطه جنگ ویتنام (۱۹۵۷–۱۹۷۵) بود، که به نوبه خود منجر به سقوط سایگون و بیرون راندن نیروهای نظامی اشغالگر ایالات متحده از آنجا و اتحاد ویتنام شمالی و جنوبی شد. نیروهای چریکی کمونیست وارد جمهوری سوسیالیستی ویتنام شدند. این درگیری به شدت کشورهای همسایه لائوس و کامبوج را تغییر داد.
- سرنگونی امپراتور هایله سلاسی توسط منگیستو هایله ماریم که سپس حکومت تک حزبی مارکسیست-لنینیستی را در اتیوپی توسط حزب کمونیست کارگران اتیوپی ایجاد کرد و جمهوری دموکراتیک خلق اتیوپی را تأسیس کرد، تا زمانی که توسط سوسیالیست‌ها و هوکسیست‌ها شکست خورده و اخراج شدند. جبهه دموکراتیک انقلابی خلق اتیوپی در طول جنگ داخلی بعدی.
- انقلاب میخک، زمانی که نیروهای چپ و ضد استعمار در ارتش پرتغال، دولت مستبد دیرینه پرتغال را تحت رهبری مارسلو کائتانو سرنگون کردند.
- سال ۱۹۷۵ سپوی-جاناتا بیپلوب (انقلاب سرباز-مردم) در بنگلادش، که توسط «Biplobi Shainik Sangstha»، یک گروه سوسیالیست مخفی در ارتش بنگلادش سازماندهی شد. پس از پیشنهاد رئیس‌جمهور جدید، ضیاء رحمان، افزایش دستمزد برای سربازان، اکثر سربازان علاقه خود را به آرمان‌های انقلاب از دست دادند.
- انقلاب ثور که حزب دموکراتیک خلق افغانستان را در افغانستان به قدرت رساند. آنها در سال ۱۹۹۲ توسط مجاهدین سرنگون شدند[۲]
- سرنگونی اریک‌گیری که جنبش جواهر جدید را از سال ۱۹۷۹ تا ۱۹۸۳ در گرانادا به قدرت رساند، زمانی که آنها توسط تهاجم به رهبری ایالات متحده سرنگون شدند.
- جنگ داخلی سالوادور، از ۱۹۸۰ تا ۱۹۹۲، FMLN (عمدتا متشکل از گروه‌های چریکی مارکسیست-لنینیست) علیه دولت نظامی تحت حمایت ایالات متحده که با قتل‌عام و قتل‌عام انقلابیون مارکسیست-لنینیست ادعایی (قتل‌عام ال موزوته) جنبش شورشی را سرکوب کرد، جنگید.[۳][۴][۵] این جنبش از ایدئولوژی‌های فارابوندو مارتی و ولادیمیر لنین الهام گرفته شد.
- شورش جاناتا ویموکتی پرامونا (JVP) در سریلانکا در سال ۱۹۷۱ و از ۱۹۸۷ تا 1989. JVP با دولت وقت سریلانکا جنگید، اما در هر دو مورد شکست خورد. روهانا ویجویرا، رهبر ارتش آزادی‌بخش توسط نیروهای دولتی دستگیر و در سال ۱۹۸۹ اعدام شد.
- انقلاب بورکینافاسو ۱۹۸۳–۱۹۸۷. توماس سانکارا ولتای علیا را منحل کرد و بورکینافاسو را به‌عنوان «سرزمین مردم راستگو» اعلام کرد. انقلاب بیشتر قدرت‌هایی را که در بورکینافاسو در اختیار رؤسای قبایل بود، سرکوب کرد. این مالکان فئودال از حقوق خود برای پرداخت خراج و کار اجباری و همچنین توزیع زمین خود بین دهقانان محروم شدند.[۶]